# Bazar-Korgon (distrikt)
Bazar-Korgon är ett distrikt i Kirgizistan. Det ligger i oblastet Zjalal-Abad Oblusu, i den västra delen av landet, 260 km sydväst om huvudstaden Bisjkek. Arean är 1 965 kvadratkilometer.
Terrängen i Bazar-Korgon är kuperad söderut, men norrut är den bergig.